# Resolutie 1372 Veiligheidsraad Verenigde Naties
Resolutie 1372 van de Veiligheidsraad van de Verenigde Naties werd op 28 september 2001 aangenomen door de VN-Veiligheidsraad met veertien stemmen voor en één onthouding van de Verenigde Staten. De resolutie hief de sancties die tegen Soedan waren ingesteld na de aanslag op de Egyptische president in 1995 weer op.

## Inhoud

### Waarnemingen
Soedan had stappen ondernomen om te voldoen aan de resoluties 1044 en 1070 uit 1996. Ethiopië en Egypte
hadden laten weten voor het opheffen van de met die resoluties tegen Soedan opgelegde sancties
te zijn. Soedan had verder ook enkele internationale verdragen tegen terrorisme geratificeerd.

### Handelingen
De Veiligheidsraad:
1. Besluit onmiddellijk de maatregelen in de resoluties 1054 en 1070 te beëindigen.

## Verwante resoluties
- Resolutie 1054 Veiligheidsraad Verenigde Naties (1996)
- Resolutie 1070 Veiligheidsraad Verenigde Naties (1996)

Lijst ·  1335 ·  1336 ·  1337 ·  1338 ·  1339 ·  1340 ·  1341 ·  1342 ·  1343 ·  1344 ·  1345 ·  1346 ·  1347 ·  1348 ·  1349 ·  1350 ·  1351 ·  1352 ·  1353 ·  1354 ·  1355 ·  1356 ·  1357 ·  1358 ·  1359 ·  1360 ·  1361 ·  1362 ·  1363 ·  1364 ·  1365 ·  1366 ·  1367 ·  1368 ·  1369 ·  1370 ·  1371 ·  1372 ·  1373 ·  1374 ·  1375 ·  1376 ·  1377 ·  1378 ·  1379 ·  1380 ·  1381 ·  1382 ·  1383 ·  1384 ·  1385 ·  1386